# 马蒂尼亚斯
马蒂尼亚斯是巴西帕拉伊巴州的一个市镇。总面积38.123平方公里，总人口4178人，人口密度109.6人/平方公里。